# Takuya Marutani
Takuya Marutani (japanisch 丸谷 拓也 Marutani Takuya; * 30. Mai 1989 in der Präfektur Tottori) ist ein japanischer Fußballspieler.

## Karriere
Marutani erlernte das Fußballspielen in der Schulmannschaft der Sakai High School. Seinen ersten Vertrag unterschrieb er 2008 bei Sanfrecce Hiroshima. Der Verein spielte in der zweithöchsten Liga des Landes, der J2 League. 2008 wurde er mit dem Verein Meister der J2 League und stieg in die J1 League auf. Für den Verein absolvierte er 23 Erstligaspiele. Im August 2012 wurde er an den Zweitligisten Ōita Trinita ausgeliehen. Am Ende der Saison 2012 stieg der Verein in die J1 League auf. Für den Verein absolvierte er 30 Ligaspiele. 201 kehrte er zu Sanfrecce Hiroshima zurück. Mit dem Verein wurde er 2015 japanischer Meister. Für den Verein absolvierte er 35 Erstligaspiele. 2018 wechselte er zum Zweitligisten Ōita Trinita. 2018 wurde er mit dem Verein Vizemeister der J2 League und stieg in die J1 League auf. Für den Verein absolvierte er 45 Ligaspiele. Ende 2019 beendete er seine Karriere als Fußballspieler.

## Erfolge
Sanfrecce Hiroshima
- J. League: 2012, 2015

- Japanischer Supercup: 2016

- J.League Cup

Finalist: 2010, 2014